# Grégoire de Narek
Vous lisez un « bon article » labellisé en 2009.
Grégoire de Narek, Grigor Narekatsi ou Krikor Naregatsi (en arménien Գրիգոր Նարեկացի), né entre 945 et 951, et mort à Narek en 1003 ou vers 1010, est un moine, un poète mystique et un compositeur d'Arménie. Né dans le Vaspourakan des Artzrouni, il passe la plus grande partie de sa vie au  Monastère de Narek, non loin du lac de Van, près de l'église d'Aghtamar, où il est notamment enseignant.
Vers la fin de sa vie, ce grand mystique a écrit en langue arménienne classique un poème intitulé Livre des Lamentations, chef-d'œuvre de la poésie arménienne médiévale. Ce maître de la discipline a pour ce faire, tiré la langue arménienne classique de la liturgie pour lui donner, après l'avoir remodelée et sculptée, une autre forme et un autre sens, la poésie arménienne médiévale. Narek a aussi rédigé des odes célébrant la Vierge, des chants, et des panégyriques. Selon Bernard Coulie, « il introduisit à cette époque le vers monorime dans la poésie arménienne ». Son influence a marqué la littérature arménienne et se retrouve chez d'autres poètes, comme Sayat-Nova, Yéghiché Tcharents et Parouir Sévak. Par son dialogue avec l'invisible et sa sotériologie, son œuvre est l'un des sommets de la littérature universelle.
Saint de l'Église apostolique arménienne et de l'Église catholique, sa proclamation comme docteur de l'Église est annoncée le 21 février 2015 par le pape François. Le 12 avril suivant, soit douze jours avant le centième anniversaire du génocide arménien, il devient ainsi le 36e docteur de l'Église.
Sa fête est célébrée le 27 février par l'Église catholique.

## Contexte historique

La Grande-Arménie vers l'an mil, avec ses provinces historiques.

Grégoire de Narek est contemporain du « lumineux Xe siècle », l'une des rares périodes presque paisibles de l'histoire arménienne. Deux royaumes s'affrontent alors : les Bagratouni au Nord, et les Artzrouni au Sud, qui dominent le Vaspourakan. Le protectorat de Constantinople et le protectorat des Arabes exercent leur pouvoir sur ces nouvelles monarchies. « En 884, Achot Bagratouni n'a pu se faire couronner qu'avec l'assentiment de Basile Ier et du calife de Bagdad. Quelque vingt-cinq ans plus tard, c'est par l'émir d'Azerbaïdjan que Gagik Artzrouni sera autorisé à se proclamer roi du Vaspourakan, avant d'être reconnu comme tel par l'empereur byzantin. »
Au cours de ce siècle relativement prospère, ces deux royaumes connaissent un large essor économique et culturel, ainsi que politique et religieux. Ceci se manifeste par le grand nombre d'églises et de monastères édifiés, ainsi que par les réalisations des enlumineurs et sculpteurs de khatchkars. Dans la ville d'Ani, capitale des Bagratouni, ou au Vaspourakan, Gagik édifie une cathédrale, un joyau d'architecture, le monastère Sainte-Croix et l'église de la Sainte-Croix, sur l'îlot d'Aghtamar, au Sud du lac de Van. C'est non loin du sanctuaire d'Aghtamar, sur le haut-plateau arménien, qu'en 935 est fondé Narekavank, le monastère de Narek. « Narek où sans doute se réfugient, chassés de Cappadoce, victimes de l'intolérance byzantine, un certain nombre de religieux arméniens, fidèles à saint Grégoire l'Illuminateur et à saint Mesrop le « Scripteur » ; Narek, citadelle de l'Âme, foyer brûlant, dont la gloire et le nom vont s'immortaliser grâce à ce Livre de Prières que le moine Grégoire achève de composer vers la fin de sa vie ».

## Biographie

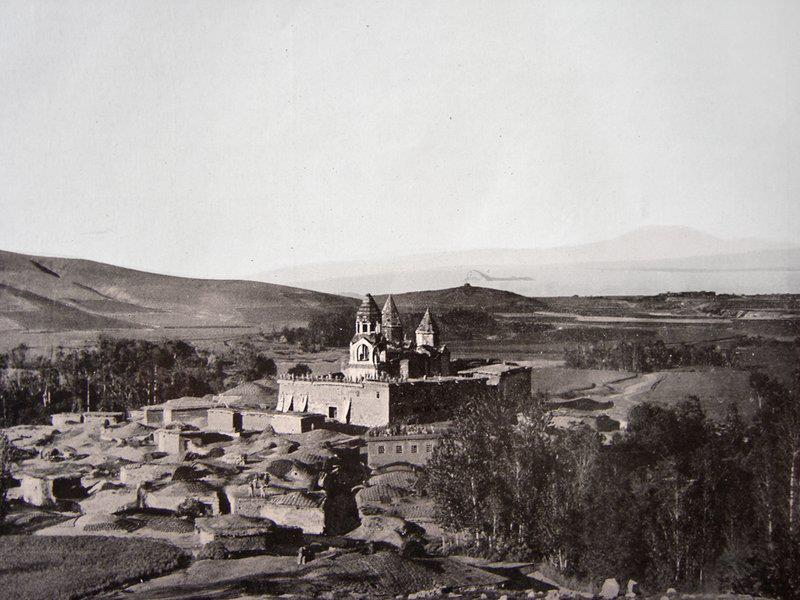
Monastère de Narek avant sa destruction en 1915, pendant le génocide arménien.

Né entre 945 et 951 dans la région d'Andzévatsiats, dans la province du Vaspourakan (Arménie historique), et ayant perdu sa mère alors qu'il est encore un enfant, Grégoire de Narek est éduqué par son père, l'évêque Khosrov Andzévatsi (le Grand) qui composa d'importants ouvrages théologiques. Son éducation est ensuite prise en charge par son oncle, Anania Narékatsi, qui dirige le monastère de Narek. Ces tuteurs ont une position critique envers les méthodes de l'Église arménienne de l'époque, et développent l'idée d'un contact direct avec Dieu.
En effet, l'adresse à ce « Dieu Lumière » est faite selon un ton très lyrique et fort singulier, marqué par un vrai sentiment de solitude de l'auteur, paradoxalement déchiré dans l'abîme de ses vices, dans le labyrinthe de son âme obscure et à la fois éperdu d'amour. Cette éducation religieuse et la formation hellénisante qu'il reçoit, obligent par la suite Grégoire à se défendre d'accusations d'hérésie à Ani, la capitale bagratide : on le taxe de « chalcédonisme », comme son père, excommunié pour cette raison par le Catholicos Ananias Ier de Moks.
Grégoire a deux frères aînés, dont l'un, Jean ou Hovhannès, un moine copiste, l'aide à parachever son œuvre. Godel tente une piste biographique : « En épousant l'Église, peut-être comblèrent-ils le vide créé par la mort de leur mère — par l'absence de la Femme ». Cette absence de la mère se retrouverait dans sa Prière à la Sainte Vierge qu'il loue en ces termes : « Toi la seule bénie par les lèvres chastes des bouches bienheureuses, une seule goutte du lait de ta virginité, pleuvant en moi, me donnerait la vie… ». Vahé Godel poursuit son analyse : « Mais dans l'expérience conjugale de Grégoire l'Éveillé, de Narek le Veilleur, l'amour de Dieu — la folie de croire — allait devenir inséparable de la passion poétique du Verbe — de la folie d'écrire. » La vie de l'autre frère, Sahak, est largement inconnue.
Grégoire passe sa vie au monastère de Narek. Il y devient prêtre en 977, puis vardapet et enseignant. Il vit à l'une des rares périodes relativement paisibles de l'histoire de l'Arménie. Il meurt à Narek en 1003 ou aux environs de l'an 1010. Un mausolée lui est consacré à Narek, mais il est détruit lors du génocide arménien.

## Culte

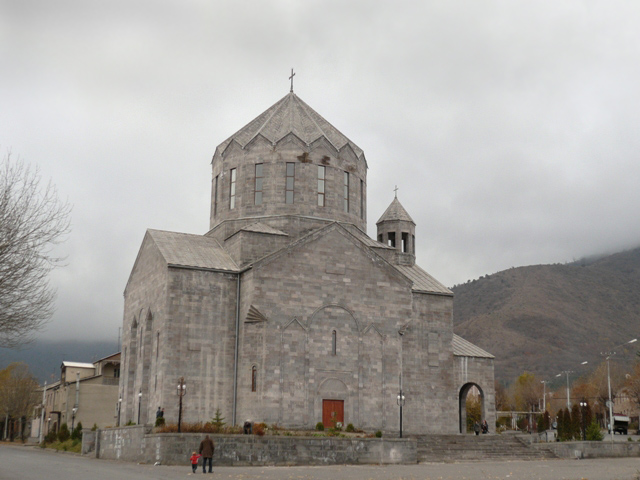
Saint-Grégoire-de-Narek, Vanadzor, Arménie.

Grégoire de Narek est ultérieurement canonisé par l'Église arménienne ; il est fêté avec les saints traducteurs (Mesrop, Sahak, Yéghichê, Moïse de Khorène, Davit Anhaght et Nersès Chnorhali) le deuxième samedi d'octobre. L'Église catholique l'a également proclamé saint (fête le 27 février, description au Martyrologe romain : « Au monastère de Narets en Arménie, vers 1005, saint Grégoire, moine, docteur des Arméniens, illustre par sa doctrine, ses écrits et sa connaissance mystique »).
Le 12 avril 2015, conformément à son annonce du 21 février, le pape François le proclame officiellement docteur de l’Église lors d’une messe célébrée en la basilique Saint-Pierre à l'occasion du centième anniversaire du génocide arménien. Saint Grégoire devient ainsi le 36e docteur de l'Église et le second à provenir d’une Église orientale après Éphrem le Syrien, élevé au doctorat en 1920 par le pape Benoît XV,.

## Œuvres

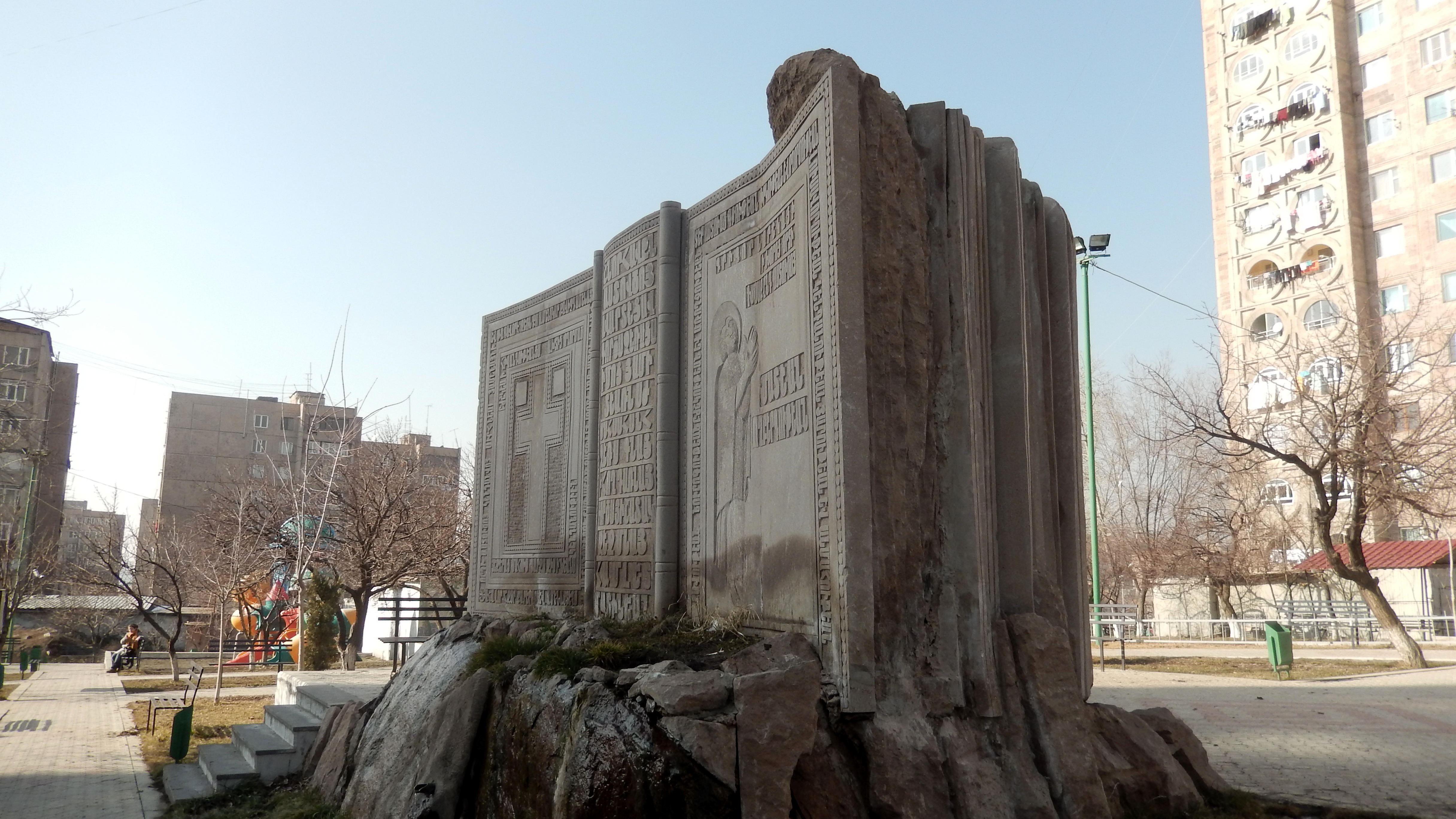
Monument « Narek », inauguré en 2010, Erevan.

Selon Serge Venturini, ses œuvres recèlent un profond savoir doublé d'un grand pouvoir créateur ; il a ainsi ouvert les portes à la poésie arménienne et il est celui qui représente, à lui tout seul, la « Renaissance arménienne ». Situé entre Moïse de Khorène (VIIIe siècle) et Nersès le Gracieux (1102-1173), son influence s'étend depuis à toutes les époques. « Je suis un livre vivant où sont accumulés, dedans comme dehors, lamentations, cris, gémissements, comme le livre dont Ézéchiel eut la vision… ».
Le Mémorial sur la composition de son livre, écrit en l'an 451 de l'ère arménienne (en l'an 1002 du calendrier grégorien), fournit plusieurs repères chronologiques : « c'est donc trois ans plus tard, après l'écrasement total des ennemis de notre Église, que j'entrepris de composer ce livre, à la faveur d'une paix provisoire... » Il ajoute à propos de son œuvre maîtresse de cinq cents pages, le Livre des Lamentations (Մատեան ողբերգութեան (Matean Ołbergout‘ean)) : « Je l'ai fondé, construit, meublé, poli, ornementé, conclu, parachevé ; en une œuvre bellement homogène, j'ai rassemblé tous mes écrits, moi, Grégoire, moine cloîtré, poète dérisoire, savant de peu de poids, avec l'appui de mon saint frère Jean, moine lui-même du très honorable et très glorieux monastère de Narek… ».
Krikor Beledian décrit ainsi cette œuvre : « [c]e long dialogue composé de quatre-vingt-quinze chapitres en prose rythmée ou en vers libres est une somme poético-théologique pendant longtemps vénérée par la piété populaire comme une œuvre sacrée. » Vahé Godel pointe ce qu'il ressort d'une lecture en grabar (en arménien ancien) : « Sans doute, ce qui frappe d'abord dans le Livre des Prières, ce qui d'emblée subjugue l'œil et l'oreille, ce sont les éruptions, les déferlements, les ressassements, les convulsions, les supplications ».
Outre le Livre des Lamentations, Grégoire de Narek a laissé un Commentaire sur le chant des chants de Salomon (977), une Histoire de la croix d'Aparan, un traité contre les Thondrakiens, ainsi que plusieurs chants, prières et tagher (équivalent arménien du lai).
De récentes recherches en arménologie tendent à montrer que Narek aurait eu connaissance des œuvres de l'Antiquité et de la période hellénistique déjà traduites en arménien classique.

## Style

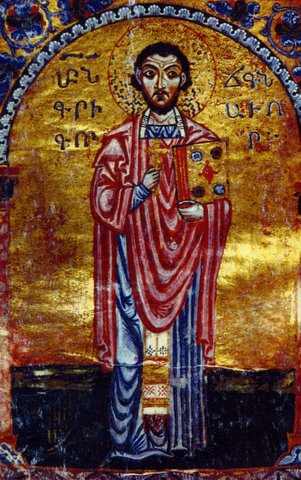
Grégoire de Narek, Livre des Lamentations, monastère de Skevra, 1173, folio 117b (Ms. 1568, Matenadaran, Erevan), ; l'inscription dit « Saint Grégoire l'Ermite ».

Jean Mécérian, parlant du style de Grégoire de Narek qui de prime abord est d'intelligence difficile, précise : « En périodes tumultueuses, dans un langage rythmé et même souvent rimé, avec des allitérations et des néologismes qui abondent dans le texte original arménien, les mêmes pensées, les mêmes sentiments se répètent sous des formes nouvelles ; ou plutôt, ils dévalent devant nous, comme un torrent, en images, en tableaux d'un saisissant réalisme ». « Tel un homme violemment bouleversé par une interminable et torturante agitation dans la mer aux vagues périlleuses tourmentées par le vent, et qui serait entraîné et roulé en un torrent sauvage, remuant çà et là les doigts des mains dans le courant impétueux grossi par les pluies du printemps, emporté malgré lui en une lamentable dégringolade, avalant l'eau trouble étrangleuse, poussé en des douleurs mortelles dans la vase fétide, moussue et embroussaillée, où il se noierait écrasé sous les flots : Tel moi, misérable, on me parle et je ne comprends plus ; on me crie, et je n'entends plus ; on m'appelle, et je ne me réveille plus ; on sonne, et je ne reviens plus à moi-même ; je suis blessé, et je ne me sens plus ». Archag Tchobanian dans son ode à la langue arménienne écrivit de Constantinople, le 12 octobre 1908 : « Un jour, un orage t'ébranla, et tes eaux écumantes, tourbillonnantes, rugissantes, ténébreuses et déchirées d'éclairs, élevèrent un étrange chant, frénétique et harmonieux, noblement âpre et suavement terrible, un chant qu'on eût dit entonné par la trompette d'un archange saisi d'épouvante et de pitié au-dessus des horreurs de l'enfer béant. C'était l'âme du moine de Narek qui passait sur toi ».
Isaac Kéchichian, dans son introduction aux Prières ou Élégies sacrées de Narek remarque : « Au point de vue littéraire, la grammaire, la rhétorique, la prosodie, la variété et la majesté du style, l'éloquence n'ont pas de secret pour lui ; une imagination puissante, un esprit curieux, une sensibilité délicate font de lui un grand écrivain, un grand poète — justement appelé “le Pindare de l'Arménie” — et un orateur de classe ». Son style est construit sur le rythme du martèlement, même si souvent il critique et passe au crible son art d'écrire. Il doute : « À quoi bon ces syllabes, ces rythmes dérisoires, ces minables combinaisons de vocables morbides ? » (5/IV) ou « Pourquoi donc, sous tes Yeux, m'obstinerais-je à fabriquer de longs poèmes alambiqués, insaisissables, truffés de métaphores, de symboles ? ». Il prend peur : « Nul être, nulle créature, rien ne peut recueillir le fuyard que je suis : ni les crevasses, ni les gouffres sans fond, ni les plus hautes cimes, (...) ni les cris, ni les râles, ni les déluges de larmes, ni les doigts qui remuent, ni les bras qui se tordent, ni les bouches qui prient… ». Sa pensée est fondée sur l'utilisation complexe de comparaisons, de métaphores et d'allégories : « Pour dire ma démarche obscure et tortueuse, j'userai comme il convient de la forme visible des allégories... » ; et, dans la prière suivante, « Une fois encore je m'en vais avoir recours aux métaphores pour accabler, pour humilier mon âme condamnée... dans ce seul but je vais multiplier les comparaisons synonymes… ».
Ce style incantatoire utilise la synonymie jusqu'à l'ostinato. L'un des traducteurs, Luc-André Marcel, note : « Sa manœuvre serait d'atteindre à un total chromatique du langage. Il veut combler ce vide immense qui réside entre un mot et tel autre. De là, cet art de la synonymie, entre autres, dont il use inlassablement avec une outrance sans égale, même en Orient, à seule fin de souder les pouvoirs des termes, de les totaliser jusqu'à ce qu'un événement se produise ». Ce style est réputé posséder des vertus médicinales et roboratives : « Tout vieil Arménien vous contera les miracles du Livre, et que lui-même, tel jour, en telles circonstances frappé de tel mal, il fut guéri... Et certes, il le fut soit par auto-suggestion, soit que ce livre ait un réel pouvoir magique... le verbe seul fortifie-t-il la confiance et la volonté du malade ». « Répétitions interminables, énumérations obsédantes, martèlements impitoyables, parole lapidante, flagellation verbale » pointe Vahé Godel, avant d'ajouter : « On songe à Job, bien sûr, à Jérémie... mais aussi à Artaud, à Michaux, à Beckett... à tous les grands exorcistes de ce siècle ». Grégoire de Narek décrit ainsi la construction de son œuvre : « le rythme et le nombre auxquels j'ai recouru dans le poème précédent n'avaient d'autre fin que d'aviver la douleur, la plainte, les soupirs, l'amère litanie des larmes... je m'en vais donc reprendre ici la même forme, dans chaque phrase, comme anaphore et comme épistrophe, et faire en sorte que le ressassement figure avec fidélité l'esprit, le pouvoir vivifiant de la prière… » (27/I).

## Postérité

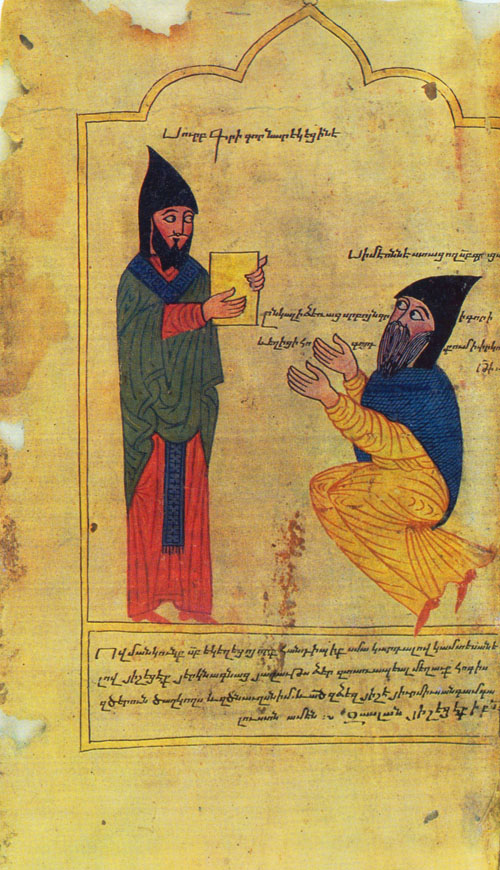
Grégoire de Narek et l'élève Siméon. Vignette du livre de chansons douloureuses. Maître Tserun, Vaspourakan, vers 1391 (mat. 1874. L. 1 vol.).

Dans sa présentation de l'œuvre de Grégoire de Narek, L.-A. Marcel témoigne : « L'œuvre de Grégoire de Narek apparaît comme un de ces monolithes que le retrait des eaux diluviennes découvre. Il est cimenté des limons, des coquillages et des algues qu'y laissèrent les ressacs et le sombre pullulement des fonds marins. C'est un roc de langue morte, parfaitement isolé de tout et dissemblable. Mais à le toucher, le cœur s'éclaire ». « Quand il compose son Livre, Grégoire de Narek sait fort bien qu'il innove, car la tradition littéraire arménienne ne lui fournit aucun modèle. Les lamentations bibliques et les rituels des pleureuses sont des analogons. Grégoire invente un genre — une espèce de thrène sur une âme en détresse extrême — et un type de livre — une chaîne de prières. Colloque avec Dieu, les discours du Veilleur se meuvent dans un espace de parole où le Moi de l'homme “à la triste beauté” et le silence éloquent de Dieu se croisent, se conjuguent et se répondent. Ils feront école et seront imités tout au long de la littérature arménienne ».
« Ce ton personnel, cette audace de l'appel, cette alternance continuelle entre la flagellation de soi et l'exaltation, ce sentiment de perte totale, de désastre, dû à l'éloignement divin, cette tension perpétuelle, ce désir inconsumable de la présence de Dieu, lié à la sensation contraire de proximité immédiate (en arménien : anandmidjeli merdzavor) du divin, donné comme une expérience en l'absence de tout médiateur, enfin cet espoir répété de parvenir à “Le voir Lui-même” sont exceptionnels et ont fait considérer Grégoire de Narek comme un poète mystique, dans la tradition de saint Éphrem le Syrien, ou parfois comme un devancier de saint François d'Assise ».
La poésie de Narek influença de très nombreux poètes et musiciens de toutes les époques. En Arménie, cette influence se retrouve notamment chez Sayat-Nova, Yéghiché Tcharents, Parouir Sévak… « On croirait la mer qui, chez Narek, parle, chante, s'émeut, gronde », écrivait dans ses carnets le poète Avetik Issahakian. « Un interprète moderne (Krikor Bélédian) a ainsi cherché à lire dans Grégoire de Narek une théologie du langage, montrant que la venue de Dieu dans la langue provoque une mise en évidence des limites de celle-ci, c'est-à-dire aussi une révélation de son essence ».
Enfin, en 1984-1985, le compositeur Alfred Schnittke écrit un Concerto pour chœur, s'inspirant de la musique liturgique orthodoxe russe de la période présoviétique, mettant en musique le Livre des Lamentations dans une traduction russe de Naum Grebnev.
Grégoire, l'Éveillé (au sens grec), « religieux et poète arménien dont le Livre des Lamentations reste le chef-d'œuvre de la langue arménienne ».

## Prix littéraire
Le ministère de la culture d'Arménie décerne chaque année un prix international sous forme de médaille pour la reconnaissance du travail concernant un auteur, pour son respect envers la culture et l’identité arménienne, de la justice et des valeurs humaines. Les derniers lauréats du prix Grégoire de Narek (Grikor Narekatsi) sont :
- 2013 - Le romancier turc d'origine kurde Yaşar Kemal[50] ;
- 2014 - Le romancier et dramaturge arménien David Mouradian[51] ;
- 2015 - Le poète-philosophe français Serge Venturini[52].

## Manuscrits
- Le Ms. 1568, conservé au Matenadaran d'Erevan, est un exemplaire du Livre des Lamentations daté de 1173, sans aucun doute réalisé au monastère de Skevra (Cilicie) par Grigor Mlichetsi ou Skevratsi à la demande de l'archevêque Nersès Lambronatsi[1]. Accompagné d'une hagiographie par Nersès Lambronatsi, il s'agit du plus ancien exemplaire connu de ce livre[53]. Le manuscrit compte quatre portraits de Grégoire : écrivant (voir l'infobox), priant (voir ci-contre), tenant un livre et une croix (cf. section « Style » ; vraisemblablement d'un autre artiste), et se prosternant devant le Christ, le tout en référence à l'élégie 72[1].
- En août 2013, Arthur Djanibekian, propriétaire du Comedy Club Production (CCP) en Russie, a acquis sur eBay un manuscrit des œuvres de Grégoire de Narek avant de remettre ce manuscrit au Matenadaran, nouveau propriétaire[54].